# Ngodi Si
Ngodi Lom est un village de la région du Centre du Cameroun, situé dans la commune de Dibang. 

## Population et développement
La population de Ngodi Lom était de 453 habitants dont 224 hommes et 229 femmes, lors du recensement de 2005.     